# كاهن
الكاهن أو الكاهنة أو مؤدي الخدمات الدينية وظيفة دينية وردت في معظم اللغات السامية لتفيد بهذا المعنى، وإن أختلف تحديد طبيعة هذه الوظيفة عبر الزمان والمكان، ومن منظومة دينية إلى أخرى، إلا أن الكهانة ارتبطت عادة بالشخص الذي يقوم بالإشراف على تقديم القرابين.

## معرض صور

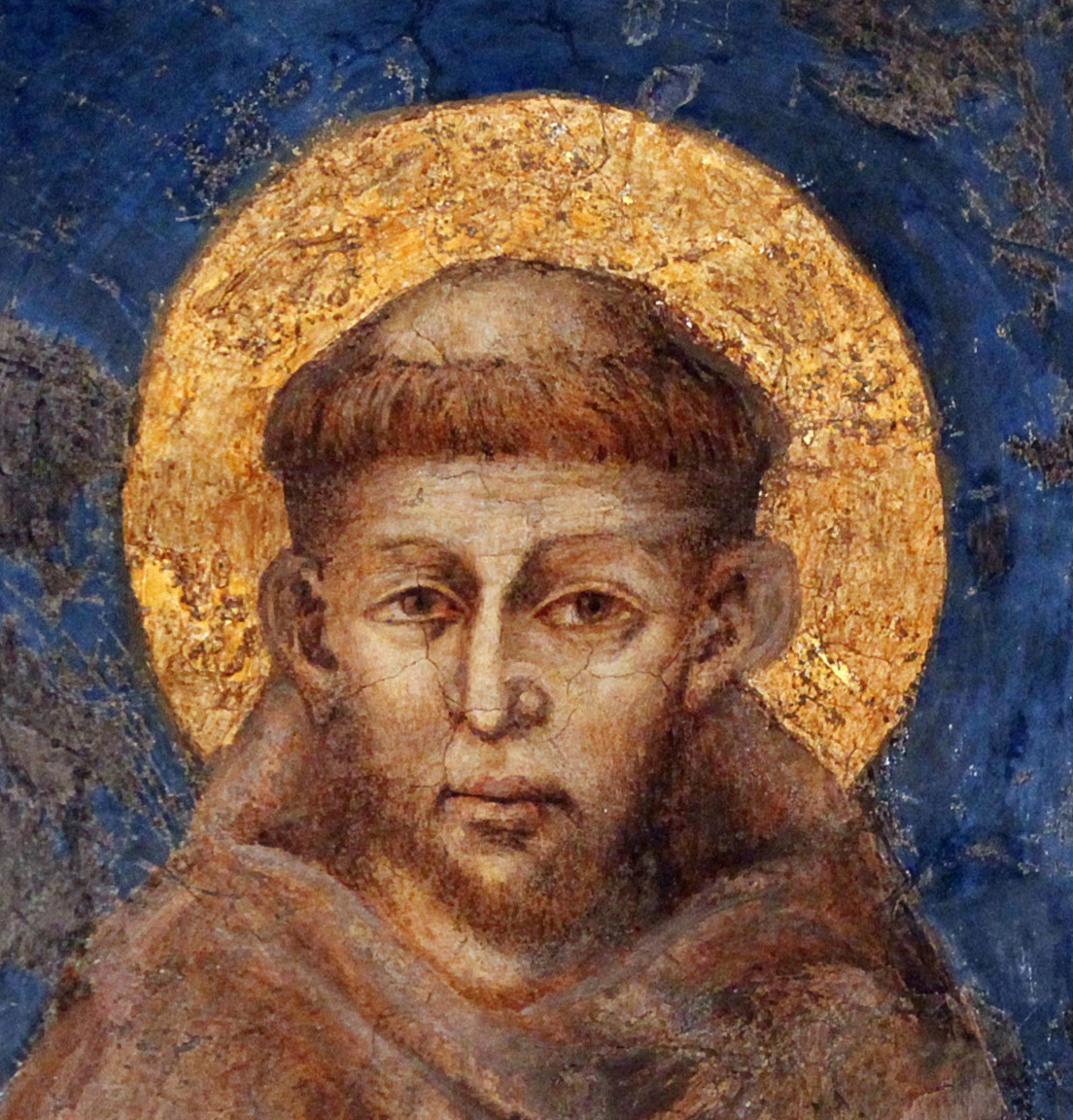
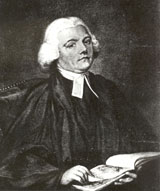
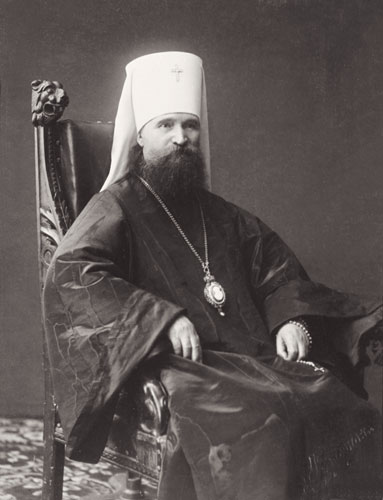

## اقرأ أيضاً
- رداء الكاهن